# Яворєв Дол
Яворєв Дол (словен. Javorjev Dol) — поселення в общині Гореня вас-Поляне, Горенський регіон, Словенія. Висота над рівнем моря: 752,8 м.